# Klaus-Dieter Sieloff
Klaus-Dieter Sieloff (27. února 1942 Tilsit – 13. prosince 2011 Stuttgart byl německý fotbalista, obránce.

## Fotbalová kariéra
V německé bundeslize hrál za VfB Stuttgart a Borussii Mönchengladbach. Dále hrál v nižší soutěži za Alemannii Aachen a TSG Backnang 1919. V bundeslize nastoupil ve 304 ligových utkáních a dal 37 gólů. V letech 1970 a 1971 získal s Borussií Mönchengladbach mistrovský titul a v roce 1973 německý pohár. V Poháru mistrů evropských zemí nastoupil v 8 utkáních a dal 2 góly, v Poháru vítězů pohárů nastoupil v 8 utkáních a v Pohár UEFA nastoupil v 6 utkáních. Za reprezentaci Německa nastoupil v letech 1964–1971 ve 14 utkáních a dal 5 gólů. Byl členem stříbrné reprezentace Německa na Mistrovství světa ve fotbale 1966 a bronzové reprezentace Německa na Mistrovství světa ve fotbale 1970, ale v zápase nenastoupil.

## Ligová bilance
| Ročník                                    | Zápasy | Góly | Klub                     |
| ----------------------------------------- | ------ | ---- | ------------------------ |
| Fußball-Oberliga Süd 1960/1961            | 7      | 0    | VfB Stuttgart            |
| Fußball-Oberliga Süd 1961/1962            | 14     | 1    | VfB Stuttgart            |
| Fußball-Oberliga Süd 1962/1963            | 19     | 0    | VfB Stuttgart            |
| Německá fotbalová Bundesliga 1963/1964    | 22     | 1    | VfB Stuttgart            |
| Německá fotbalová Bundesliga 1964/1965    | 27     | 0    | VfB Stuttgart            |
| Německá fotbalová Bundesliga 1965/1966    | 25     | 6    | VfB Stuttgart            |
| Německá fotbalová Bundesliga 1966/1967    | 22     | 6    | VfB Stuttgart            |
| Německá fotbalová Bundesliga 1967/1968    | 27     | 6    | VfB Stuttgart            |
| Německá fotbalová Bundesliga 1968/1969    | 18     | 2    | VfB Stuttgart            |
| Německá fotbalová Bundesliga 1969/1970    | 33     | 3    | Borussia Mönchengladbach |
| Německá fotbalová Bundesliga 1970/1971    | 33     | 6    | Borussia Mönchengladbach |
| Německá fotbalová Bundesliga 1971/1972    | 25     | 4    | Borussia Mönchengladbach |
| Německá fotbalová Bundesliga 1972/1973    | 6      | 0    | Borussia Mönchengladbach |
| Německá fotbalová Bundesliga 1973/1974    | 26     | 2    | Borussia Mönchengladbach |
| 2. německá fotbalová Bundesliga 1974/1975 | 22     | 3    | Alemannie Aachen         |
| 2. německá fotbalová Bundesliga 1975/1976 | 21     | 0    | Alemannie Aachen         |
| CELKEM 1. liga                            | 304    | 37   |                          |